# Eclipsă 2000
Eclipsă 2000 (1979) (titlu original Eclissi 2000) este o antologie a autorului italian Lino Aldani, care cuprinde romanul omonim și trei povestiri:
- Sheò - apărută în "Oltre il cielo" nr. 68-73, Roma 1960;
- Trentasette centigradi - apărută în "Futuro" nr. 4, Roma 1963;
- Labyrinthus - publicată ulterior în "Futuro Europa" nr. 23, Bologna 1998

## Intriga romanului
Astronava "Terra Madre" a părăsit Pământul cu sute de ani în urmă, căutând o nouă lume locuibilă. Toți protagoniștii s-au născut la bordul ei, închiși între pereții metalici și cu o singură posibilitate de a privi afară: Sala Contemplației, o fereastră uriașă care arată spațiul care îi înconjoară.
Pentru a optimiza folosirea dotărilor destul de sărace ale "Terrei Madre", coloniștii de la bord sunt conștienți doar jumătate din timpul propriei lor vieți. Fiecare colonist își împarte propria muncă și propriul habitat cu un alt colonist, astfel încât atunci când e tura unuia dintre ei, celălalt se află într-o stare de somn indus. Astfel, membrii turelor diferite (Roșii și Verzii) sunt predestinați să nu se întâlnească niciodată.
Protagonistul, Vargo Slović, un Roșu, începe să fie asaltat de îndoieli în legătură cu adevărata natură a "Terrei Madre", în timp ce aceia care se află la comanda navei, Albii, ajung să își concentreze atenția doar asupra lui. Vargo nu crede în "viața fericită" și, căutând prin Bibliotecă, găsește primele indicii că lucrurile nu sunt așa cum par. Verdele cu care împarte turele, Vladimiro Spitzer, dispare pentru o vreme, apoi reapare și îl acuză de acțiuni subversive, care incită la revoltă. În căutările sale, Vargo găsește chiar și referiri la imposibilitatea călătoriei spre Proxima Centauri, ceea ce pune sub semnul întrebării întreaga menire a "Terrei Madre".
În final, Vargo se lovește de o problemă de etică ale cărei implicații pun în joc chiar existența și misiunea navei: este minciuna mai folositoare decât adevărul care nu poate fi privit în față?

## Diferențe între ediția românească și cea originală
Conținutul ediției românești diferă de cel original. Astfel, pe lângă roman, aici sunt incluse o serie de povestiri apărute în volumele Quarta dimensione (Baldini&Castoldi, Milano, 1964) și Parabole per domani (Solfanelli Editore S.r.l., Chieti, 1987). Povestirile din volumul publicat la editura Univers sunt:
- În vizită la tata (Visita al padre) - o prezentare tristă a unei lumi care nu mai cunoaște nimic despre mediul înconjurător, deoarece trăiește exclusiv în fața televizorului, a jocurilor electronice, "printre betoane, cauciucuri și plasticiment"
- Treizeci și șapte de grade (Trentasette centigradi) - un avertisment privitor la posibila ruptură catastrofală între etern-uman și lumea anticipată
- Malul celălalt (L'altra riva) - demolarea pozei umanitare a individului într-o societate consumatoristă
- Dușmanul invizibil (Nemico invisibile) - alienarea morală împinge omul la crimă și la sinucidere
- Șah dublu (Scacco doppio) - sistemul preocupat de stabilitatea unei societăți opresive devine invizibil și invulnerabil, manipulând omul din umbră în conformitate cu interesele unor privilegiați
- Un tren numit evaziune (Un treno chiamato evasione) - o proză pe tema universurilor paralele
- În așteptarea cargoului (In attesa del cargo)
- Curioșii (I curiosi) - derutați de aparențe, doi extratereștri confundă astronauții umani cu niște jucării avariate
- Ultimul adevăr (L'ultima verità) - aduce în discuție pericolul poluării mediului înconjurător
- Dublura psihosomatică (Doppio psicosomatico) - într-o societate robotizată, perspectiva unui hobby devine un surogat de hrană pentru suflet
- Gesturi îndepărtate (Gesti lontani)
- Moartea unui agent secret (Morte di un agente segreto) - serviciile științei sunt puse în slujba torturii fizice și psihologice
- S de la serpens (S come Serpente)
- Excursie la mare (Gita al mare) - prezintă o lume-kitsch, în care totul este o imitație artificială a naturalului
- Coasta Evei (La costola di Eva)

## Vezi și
- 1979 în științifico-fantastic